# M/T Crudo av Donsö
M/T Crudo av Donsö var ett svenskt tankfartyg för kust- och inrikesfart. Hon byggdes 1955 som Ekenäs av Donsö för Rederi AB Farenäs av Åsiverken i Åmål och omdöptes till Crudo av Donsö.
Hon havererade i svår storm på morgonen den 7 februari 1973 i Kråksunds gap utanför Orust på väg österut från havet i farleden mellan Marstrand och Lysekil. Fartyget blåste upp mot fyren Kråksunds södra på Bråtön, varvid besättningen så småningom hamnade i vattnet vid strandkanten. Efter en snabb och dramatisk räddningsinsats av besättningen på tullkryssaren TV 102, kunde Crudos besättning räddas.
Pressfotografen Curt Warås på Göteborgs-Posten tog något senare samma dag en bild av M/S Crudo, som då blåst upp på Bråtön och var stående på land vid fyren Kråksundsgap södra. Bilden är en av de mest sålda pressbilderna i Sverige.